# Tímár Zoltán (bábművész)
Tímár Zoltán (Szabadszállás, 1963. június 17. – 2017. szeptember 16. vagy előtte) magyar bábművész, színész.

## Életpályája
Szabadszálláson született, 1963. június 17-én. A tiszaföldvári gimnáziumban érettségizett. Bábszínészként a kecskeméti Ciróka Bábszínház stúdiójában 1989-ben végzett. 1981-től a Híd amatőr színház társulatában kezdte pályáját, majd 1986-tól a szolnoki Szigligeti Színházban, egy évvel később a kecskeméti Katona József Színházban szerepelt. 1990-től szabadfoglalkozású színművész, bábszínész volt. 1995-től a Ciróka Bábszínház tagja lett. 1997-ben megalapította a Madzag Bábegyüttest. Vendégként játszott a zalaegerszegi Griff Bábszínházban is.

## Fontosabb színházi szerepei
- Rudyard Kipling – Jan Dvorák: A dzsungel könyve... Balu
- Alekszandr Szergejevics Puskin: Mese a pópáról meg Baldáról a szolgájáról... Pópa
- Alekszandr Szergejevics Puskin: Mese a halászról meg a kis halról... Halász
- Josef Čapek: Mese a Kutyusról meg a Cicusról... Kutyus
- Jacek Malinowski: Teatro Magico... Mester
- Oskar Batka – Zdenek Rziha: Hogyan házasodott meg Petruska... Petruska
- Aucassin és Nicolette... Ispán; Bogart gróf
- Barbro Lindgren: Kukacmatyi... A mesélő; a magányos főszereplő, Kovász Emil; Kukacmatyi; a pincér...
- Tamási Áron: Szegény ördög... Módus Beke
- Sütő András: Kalandozások Ihajcsuhajdiában... Szent Péter; Bíró; Földesúr
- Weöres Sándor: Csalóka Péter... Bíró
- Török Sándor: Kököjszi és Bobojsza... Bobojsza
- Tasnádi István: Farkas és Piroska... Nagymama
- Csukás István – Zalán Tibor: A téli tücsök meséi... Bogaras Barnabás
- Wilhelm Hauff – Zalán Tibor: A gólyakalifa... Haszid, a bagdadi kalifa
- Wilhelm Hauff: A kis Mukk... Dzsinn; Papagáj
- Szász Ilona... Aranyhajú Melizante... Király; Kalózkapitány
- Kaszás Villő: Hétszerszép világ avagy Pöttömpötty Boglárka utazása... Dr. Fenyvesi
- Charles Perrault: Csizmás kandúr... Molnár; Oroszlán; Arató; Óriás
- Grimm fivérek – Rumi László: Hófehérke története... Vadász; Tükör-kristály valamint Daktilosz, a poéta és Tamburác, a muzsikás manó
- Grimm fivérek – Zalán Tibor: Jancsi és Juliska... Szarka, Kemence asszonyság
- Grimm fivérek – Zalán Tibor: Csipkerózsika... Király; Lovag
- Vitéz László és a csodamalom (Madzag Bábegyüttes)

## Filmek, tv
- Dr. Téboly varázsműhelye (bábszínházi előadás tv-felvétele)